# Маттейс де Лігт
Матте́йс де Лігт (нід. Matthijs de Ligt, 12 серпня 1999, Лейдердорп, Нідерланди) — нідерландський футболіст, центральний захисник англійського клубу «Манчестер Юнайтед» і національної збірної Нідерландів. Найкращий молодий футболіст Європи (2018) та світу (2019).

## Клубна кар'єра
Маттейс починав займатися футболом в дитячій команді «Абкауде». У 2009 році він приєднався до системи амстердамського «Аякса», де пройшов усі щаблі.
У 2016 році Маттейс був переведений до складу «Йонг Аякс». У сезоні 2016/17 молодий гравець також став залучатися до тренувань і матчів першої команди. Його дебют у чемпіонаті Нідерландів відбувся 27 листопада 2016 року в матчі проти клубу «Геренвен». У другій половині сезону 2016/17 Матейс став гравцем ротації амстердамців.
24 травня 2017 року вийшов на поле в основному складі «Аякса» у фінальній грі тогорічної Ліги Європи. Його команда поступилася «Манчестер Юнайтед» 0:2, проте де Лігт увійшов до історії, ставши наймолодшим учасником єврокубкового фіналу за весь час їх проведення (17 років і 285 днів).
У серпні того ж 2017 року Давінсон Санчес залшив «Аякс», перейшовши до «Тоттенгем Готспур», і його місце у центрі захисту в стартовому складі амстердамців посів саме де Лігт. Юний захисник продовжував демонструвати впевнену гру і, коли наприкінці сезону травмувався Джоел Велтман, саме його було призначено капітаном команди. За результатами 2018 року де Лігт став першим захисником, якого було визнано найкращим молодим футболістом Європи.
16 липня 2019 року перейшов до італійського «Ювентуса», якому трансфер юного нідерландця обійшовся в орієнтовні 75 мільйонів євро і який уклав з ним п'ятирічний контракт.
Влітку 2022 року Маттейс де Лігт перейшов до мюнхенської «Баварії». Сума трансферу орієнтовно склала 67 мільйонів євро.

## Кар'єра в збірній
Маттейс представляє Нідерланди на юнацькому рівні. Свій перший виклик у національну збірну Нідерландів він отримав у березні 2017 року, дебютувавши у її складі у віці 17 років, ставши наймолодшим футболістом в історії збірної.
Від початку 2018 року став основним центральним захисником національної команди.

## Статистика виступів

### Статистика клубних виступів
Станом на 18 липня 2019 року
| Сезон             | Команда           | Чемпіонат         | Чемпіонат | Чемпіонат | Національний кубок | Національний кубок | Національний кубок | Континентальні кубки | Континентальні кубки | Континентальні кубки | Інші змагання | Інші змагання | Інші змагання | Усього | Усього |
| Сезон             | Команда           | Ліга              | Ігор      | Голів     | Ліга               | Ігор               | Голів              | Ліга                 | Ігор                 | Голів                | Ліга          | Ігор          | Голів         | Ігор   | Голів  |
| ----------------- | ----------------- | ----------------- | --------- | --------- | ------------------ | ------------------ | ------------------ | -------------------- | -------------------- | -------------------- | ------------- | ------------- | ------------- | ------ | ------ |
| 2016–17           | «Йонг Аякс»       | 1Д                | 17        | 1         | -                  | -                  | -                  | -                    | -                    | -                    | -             | -             | -             | 17     | 1      |
| 2016–17           | «Аякс»            | ЕД                | 11        | 2         | КН                 | 3                  | 1                  | ЛЧ+ЛЄ                | 0+9                  | 0                    | -             | -             | -             | 23     | 3      |
| 2017–18           | «Аякс»            | ЕД                | 33        | 3         | КН                 | 2                  | 0                  | ЛЧ+ЛЄ                | 2+2                  | 0                    | -             | -             | -             | 39     | 3      |
| 2018–19           | «Аякс»            | ЕД                | 33        | 3         | КН                 | 5                  | 1                  | ЛЧ                   | 17                   | 3                    | -             | -             | -             | 55     | 7      |
| Усього за «Аякс»  | Усього за «Аякс»  | Усього за «Аякс»  | 77        | 8         |                    | 10                 | 2                  |                      | 30                   | 3                    |               | -             | -             | 117    | 13     |
| Усього за кар'єру | Усього за кар'єру | Усього за кар'єру | 94        | 9         |                    | 10                 | 2                  |                      | 30                   | 3                    |               | -             | -             | 134    | 14     |

### Статистика виступів за збірну
Станом на 18 липня 2019 року
| Дата       | Місто         | Господарі          | Результат | Гості             | Турнір                                    | Голи | Примітки |
| ---------- | ------------- | ------------------ | --------- | ----------------- | ----------------------------------------- | ---- | -------- |
| 25-3-2017  | Софія (місто) | Болгарія           | 2 – 0     | Нідерланди        | Відбір до ЧС 2018                         | -    | 46'      |
| 31-5-2017  | Марракеш      | Марокко            | 1 – 2     | Нідерланди        | товариський матч                          | -    | 73'      |
| 14-11-2017 | Бухарест      | Румунія            | 0 – 3     | Нідерланди        | товариський матч                          | -    |          |
| 23-3-2018  | Амстердам     | Нідерланди         | 0 – 1     | Англія            | товариський матч                          | -    |          |
| 26-3-2018  | Женева        | Португалія         | 0 – 3     | Нідерланди        | товариський матч                          | -    | 84'      |
| 31-5-2018  | Трнава        | Словаччина         | 1 – 1     | Нідерланди        | товариський матч                          | -    |          |
| 4-6-2018   | Турин         | Італія             | 1 – 1     | Нідерланди        | товариський матч                          | -    | 70'      |
| 6-9-2018   | Амстердам     | Нідерланди         | 2 – 1     | Перу              | товариський матч                          | -    |          |
| 9-9-2018   | Париж         | Франція            | 2 – 1     | Нідерланди        | Ліга націй УЄФА 2018—2019 - груповий етап | -    |          |
| 13-10-2018 | Амстердам     | Нідерланди         | 3 – 0     | Німеччина         | Ліга націй УЄФА 2018—2019 - груповий етап | -    |          |
| 16-10-2018 | Брюссель      | Бельгія            | 1 – 1     | Нідерланди        | товариський матч                          | -    | 46'      |
| 16-11-2018 | Роттердам     | Нідерланди         | 2 – 0     | Франція           | Ліга націй УЄФА 2018—2019 - груповий етап | -    |          |
| 19-11-2018 | Гельзенкірхен | Німеччина          | 2 – 2     | Нідерланди        | Ліга націй УЄФА 2018—2019 - груповий етап | -    |          |
| 21-3-2019  | Роттердам     | Нідерланди         | 4 – 0     | Білорусь          | Відбір до ЧЄ 2020                         | -    |          |
| 24-3-2019  | Амстердам     | Нідерланди         | 2 – 3     | Німеччина         | Відбір до ЧЄ 2020                         | 1    |          |
| 6-6-2019   | Гімарайнш     | Нідерланди         | 3 – 1     | Англія            | Ліга націй УЄФА 2018—2019 - півфінал      | 1    | 30'      |
| 9-6-2019   | Порту         | Португалія         | 1 – 0     | Нідерланди        | Ліга націй УЄФА 2018—2019 - Фінал         | -    |          |
| 6-9-2019   | Гамбург       | Німеччина          | 2 – 4     | Нідерланди        | Відбір до ЧЄ 2020                         | -    |          |
| 9-9-2019   | Таллінн       | Естонія            | 0 – 4     | Нідерланди        | Відбір до ЧЄ 2020                         | -    |          |
| 10-10-2019 | Роттердам     | Нідерланди         | 3 – 1     | Північна Ірландія | Відбір до ЧЄ 2020                         | -    |          |
| 13-10-2019 | Мінськ        | Білорусь           | 1 – 2     | Нідерланди        | Відбір до ЧЄ 2020                         | -    |          |
| 16-11-2019 | Белфаст       | Північна Ірландія  | 0 – 0     | Нідерланди        | Відбір до ЧЄ 2020                         | -    |          |
| 19-11-2019 | Амстердам     | Нідерланди         | 5 – 0     | Естонія           | Відбір до ЧЄ 2020                         | -    |          |
| 24-3-2020  | Стамбул       | Туреччина          | 4 – 2     | Нідерланди        | Відбір до ЧС 2022                         | -    |          |
| 27-3-2020  | Амстердам     | Нідерланди         | 2 – 0     | Латвія            | Відбір до ЧС 2022                         | -    |          |
| 30-3-2020  | Гібралтар     | Гібралтар          | 0 – 7     | Нідерланди        | Відбір до ЧС 2022                         | -    |          |
| 2-6-2020   | Фару          | Нідерланди         | 2 – 2     | Шотландія         | товариський матч                          | -    |          |
| 17-6-2021  | Амстердам     | Нідерланди         | 2 – 0     | Австрія           | ЧЄ 2020 - груповий етап                   | -    |          |
| 21-6-2021  | Амстердам     | Північна Македонія | 0 – 3     | Нідерланди        | ЧЄ 2020 - груповий етап                   | -    |          |
| 27-6-2021  | Будапешт      | Нідерланди         | 0 – 2     | Чехія             | ЧЄ 2020 - 1/8 фіналу                      | -    | 55'      |
| 4-9-2021   | Ейндговен     | Нідерланди         | 4 – 0     | Чорногорія        | Відбір до ЧС 2022                         | -    |          |
| 13-11-2021 | Подгориця     | Чорногорія         | 2 – 2     | Нідерланди        | Відбір до ЧС 2022                         | -    | 90'      |
| 16-11-2021 | Роттердам     | Нідерланди         | 2 – 0     | Норвегія          | Відбір до ЧС 2022                         | -    | 80'      |
| 26-3-2022  | Амстердам     | Нідерланди         | 4 – 2     | Данія             | товариський матч                          | -    |          |
| 29-3-2022  | Амстердам     | Нідерланди         | 1 – 1     | Німеччина         | товариський матч                          | -    |          |
| 3-6-2022   | Брюссель      | Бельгія            | 1 – 4     | Нідерланди        | Ліга націй УЄФА 2022—2023 - груповий етап | -    | 74'      |
| 8-6-2022   | Кардіфф       | Уельс              | 1 – 2     | Нідерланди        | Ліга націй УЄФА 2022—2023 - груповий етап | -    | 84'      |
| 14-6-2022  | Роттердам     | Нідерланди         | 3 – 2     | Уельс             | Ліга націй УЄФА 2022—2023 - груповий етап | -    | кап.     |
| Усього     |               | Матчів             | 38        |                   | Голів                                     | 2    |          |

## Титули і досягнення

### Командні
- Чемпіон Нідерландів (1):

Аякс: 2018-19
- Володар Кубка Нідерландів (1):

Аякс: 2018-19
- Чемпіон Італії (1):

«Ювентус»: 2019-20
- Володар Суперкубка Італії (1):

«Ювентус»: 2020
- Володар Кубка Італії (1):

«Ювентус»: 2020-21
- Чемпіон Німеччини (1):

«Баварія»: 2022-23
- Володар Суперкубка Німеччини (1):

«Баварія»: 2022

### Особисті
- Найкращий молодий футболіст Європи: 2018
- «Золотий м'яч» — найкращий молодий футболіст (до 21 року)[11]